# Trachten in der Schweiz
Es gibt über 700 verschiedene Trachten in der Schweiz. Diese unterscheiden sich nicht nur von Kanton zu Kanton, sondern auch innerhalb der Kantone sind, besonders die Frauentrachten, regional oft unterschiedlich. Praktisch in allen Regionen wird zwischen Festtags- und Werktagstrachten unterschieden.
Trachten sind heute im alltäglichen Strassenbild der Schweiz nicht mehr anzutreffen. Sie werden ausschliesslich zu Festen, wie den eidgenössischen Festen, dem Nationalfeiertag oder in einigen Regionen zu Fronleichnamprozessionen sowie zu kulturellen Veranstaltungen, wie Vorführungen von Trachtengruppen und Gesangsvereinen getragen.

## Trachtenvereine und Schweizerische Trachtenvereinigung
In der Schweiz sind 2015 über 16 000 Mitglieder in 650 Trachtenvereinen organisiert. Viele der angeschlossenen Trachtenvereine, auch Gruppen genannt, pflegen in erster Linie den Volkstanz. Die Vereine sind in 26 Kantonalvereinigungen zusammengefasst. Die Dachorganisation ist die 1926 gegründete Schweizerische Trachtenvereinigung STV.

## Eidgenössisches Trachtenfest
Im Abstand von zwölf Jahren führt die Schweizerische Trachtenvereinigung STV ein landesweites Trachtentreffen als Eidgenössisches Fest durch. Letztmals trafen sich am Eidgenössischen Trachtenfest 2010 (4. bis 6. Juni 2010) rund 8000 Trachtenleute auf Einladung der Kantonal Schwyzerischen Trachtenvereinigung in Schwyz.

## Geschichte der Trachten in der Schweiz

### Ursprung

Unter den Trachtenfiguren stehen die Bezeichnungen "Zurich, Soleure, Schaffhouse, Zurich".

Trachten kennt man in der Schweiz seit über 250 Jahren. Die meisten Volkstrachten gehörten damals zur allgemeinen bäuerlichen Kleidung, genäht aus grobem Stoff für die harte Arbeit auf Feld und Hof. Bereits im 18. Jahrhundert gab es eine grosse Fülle an verschiedenen Trachten.
Anfang des 19. Jahrhunderts wurden Bilder mit Trachtenleuten sehr beliebt. Dabei fand in der zeitgenössischen Grafik eine formale Reduktion und Emblematisierung der bäuerlichen Kleider statt. Dies hing mit den politischen Umwälzungen zwischen 1798 und 1815 (Untergang der Alten Eidgenossenschaft, Helvetische Republik und der Mediation) zusammen. Reiche ausländische Reisende, die dank dem aufkommenden Tourismus die Schweiz bereisten, erfreuten sich an den Trachten und kauften diese Abbildungen als Reiseandenken. Zu den bekanntesten Trachtenmalern seiner Zeit gehörte der Luzerner Josef Reinhard (1749–1829). Seine 125 Porträts gelten als Schatz der Schweizer Kulturgeschichte. Sammlungen seiner Werke sind im Historischen Museum Bern und im Kunstmuseum Luzern zu besichtigen.
Im Zuge der aufkommenden Industrialisierung im 19. Jahrhundert verschwanden die Trachten immer mehr zu Gunsten städtischer Kleider aus dem Alltagsleben. Billige Fabrikgüter verdrängten die Handarbeit und in den Städten trugen die Damen lieber elegantere Reifröcke.
Im Gegenzug fand durch die Trachtenmalerei eine Vereinheitlichung der Trachten statt. Dabei wurde jedem Kanton ein Trachtenpaar zugewiesen und an Fasnachtsumzügen und an Festen traten 22 Paare in Trachtenkostümen auf. An der Landesausstellung 1896 in Genf bevölkerten Trachtenleute das Village suisse.

### Trachten werden Kulturgut
Das erste Trachtenfest fand 1898 auf Initiative des Lesezirkels Hottingen in Zürich statt. Glücklicherweise wandte sich das Interesse wieder den historischen Originalen zu. Ende des 19. Jahrhunderts verschrieben sich Städter der Oberschicht der Rettung der bedrohten ländlichen Kultur. 1898 erfolgte die Gründung der Schweizerischen Gesellschaft für Volkskunde. Bäuerlicher Hausrat, Schmuck und Trachten wurden gesammelt und im 1898 eröffneten Schweizerischen Landesmuseum ausgestellt. Für den Festumzug anlässlich der Museumseröffnung wurden nach alten Vorbildern Trachten genäht. Später wurden diese in die Sammlung des Landesmuseums aufgenommen. Der autodidaktischen Forscherin und Mitbegründerin der Trachtensammlung des Landesmuseums, Julie Heierli, ist es zu verdanken, dass die Trachten als historische Zeugnisse fortan von der Gesellschaft ernst genommen wurden.
In der am Vorabend des Ersten Weltkriegs stattgefundenen Schweizerischen Landesausstellung in Bern stand die Tracht im Zentrum. Die Kriegsgefahr führte zu einer Änderung in der Einstellung zum schweizerischen Kulturgut. Mit dem Tragen der Tracht zeigte man die Verbundenheit zum Vaterland und bald galt die traditionelle Kleidung als Sinnbild der Heimatliebe.
Zu den Aufgaben des 1906 gegründeten Schweizerischen Heimatschutzes gehörte auch der Erhalt von Trachten und Volksbräuchen. Im Jahr 1926 spaltete sich die Trachtenbewegung vom Schweizerischen Heimatschutz ab und gründete in Luzern die Schweizerische Trachtenvereinigung. In den folgenden Jahren wurden im ganzen Land kantonale Trachtenvereinigungen gegründet. Gleichzeitig begann landesweit eine sorgfältige Reform des Trachtenwesens.
Das Ziel der Schweizerischen Trachtenvereinigung bestand darin, die zeitlosen und schlichten Frauentrachten bei der ländlichen Bevölkerung wieder einzuführen. Die Trachten sollten auch sozial harmonisierend wirken. Der STV arbeitete mit dem Schweizerischen Landfrauenverband zusammen und erreichte so die zukünftigen Bäuerinnen in den Bäuerinnenschulen. Das 1930 gegründete Schweizer Heimatwerk förderte durch den Verkauf einheimischer Textilien die Trachtenbewegung.

### Die neuen Trachten entstehen
In den 1920er Jahren entstanden in verschiedenen Regionen des Landes verschiedene Modelle von neuen Trachten in mehr oder weniger freier Interpretation des historischen Materials. In den Jahren 1922–1932 veröffentlichte Julie Heierli ihr fünfbändiges Hauptwerk «Die Volkstrachten der Schweiz». Es ist bis heute das umfassendste und historisch fundierteste Werk zum Thema. Julie Heierli beeinflusste mit ihren rein historisch begründeten Vorschlägen zur Erneuerung der Trachten die Trachtenbewegung massgeblich und wirkte dem folkloristischen Aspekt der neuen Trachtenbewegung entgegen.

### Der Weg in die Gegenwart
Im Zuge der Schweizerischen Landesausstellung 1939 in Zürich sowie des Zweiten Weltkriegs stieg die Mitgliederzahl der Trachtenvereinigungen kontinuierlich an und sank erst ab Ende der 1950er Jahre wieder. Der Generationenwechsel erwies sich als schwierig. Das Bedürfnis nach regionalen und gar lokalen Differenzierungen der Trachten wirkte ab den 1970er Jahren belebend auf die Trachtenbewegung, dabei wurde auf die historische Legitimierung der Trachten grosser Wert gelegt.

## Die Trachten heute
Durch die vielfältigen Aktivitäten der Trachtengruppen wie Singen (Volkslieder), Tanzen, Reisen und Handarbeiten wurde das Trachtenwesen immer mehr zu einer Art von Freizeitgestaltung. Dadurch konnten auch vermehrt Männer zum Tragen von Trachten animiert werden.
Die Herstellung und das Tragen von Trachten unterliegen in der Schweiz verschiedener Regeln. Ein Grundsatz besagt, dass nur die Tracht des Heimat- oder Wohnorts getragen wird. Weiter sollen Trachten nicht ausgeliehen und nicht mit anderen Kleidungsstücken kombiniert werden.
Die alpenländische Trachten- und Landhausmode ist in der Schweiz so gut wie nicht anzutreffen. In den 2010er Jahren wurden Oktoberfeste nach bayrischem Vorbild populär. Die Besucher tragen dafür gerne Dirndl und Lederhosen, häufig Billigmodelle vom Discounter, und mehr als Verkleidung denn aus Tradition.
Eine Dauerausstellung im Freilichtmuseum Ballenberg zeigt die Geschichte der Trachten und deren Herstellung.

## Verschiedene Trachten der Schweiz
Zu den bekanntesten Festtagstrachten der Schweiz gehören die schwarze Bernertracht mit ihrem reichen Silberschmuck und die Engadinertracht aus rotem Wollstoff. Im Kanton Zürich sind die Wehntalertracht mit der leuchtend blauen Schürze und die Tracht des Knonauer Amtes, das Burefeufi (so genannt wegen der am Rücken V-förmig gebundenen Schürze) am häufigsten zu sehen.
Die bekanntesten Männertrachten sind die Appenzeller Sennentracht mit ihren gelben Lederhosen und dem roten Chilet, der Berner Mutz, eine schwarze, kurzarmige, bestickte Samtjacke sowie das bestickte, blaue Sennechutteli, eine Trachtenbluse der Innerschweiz.

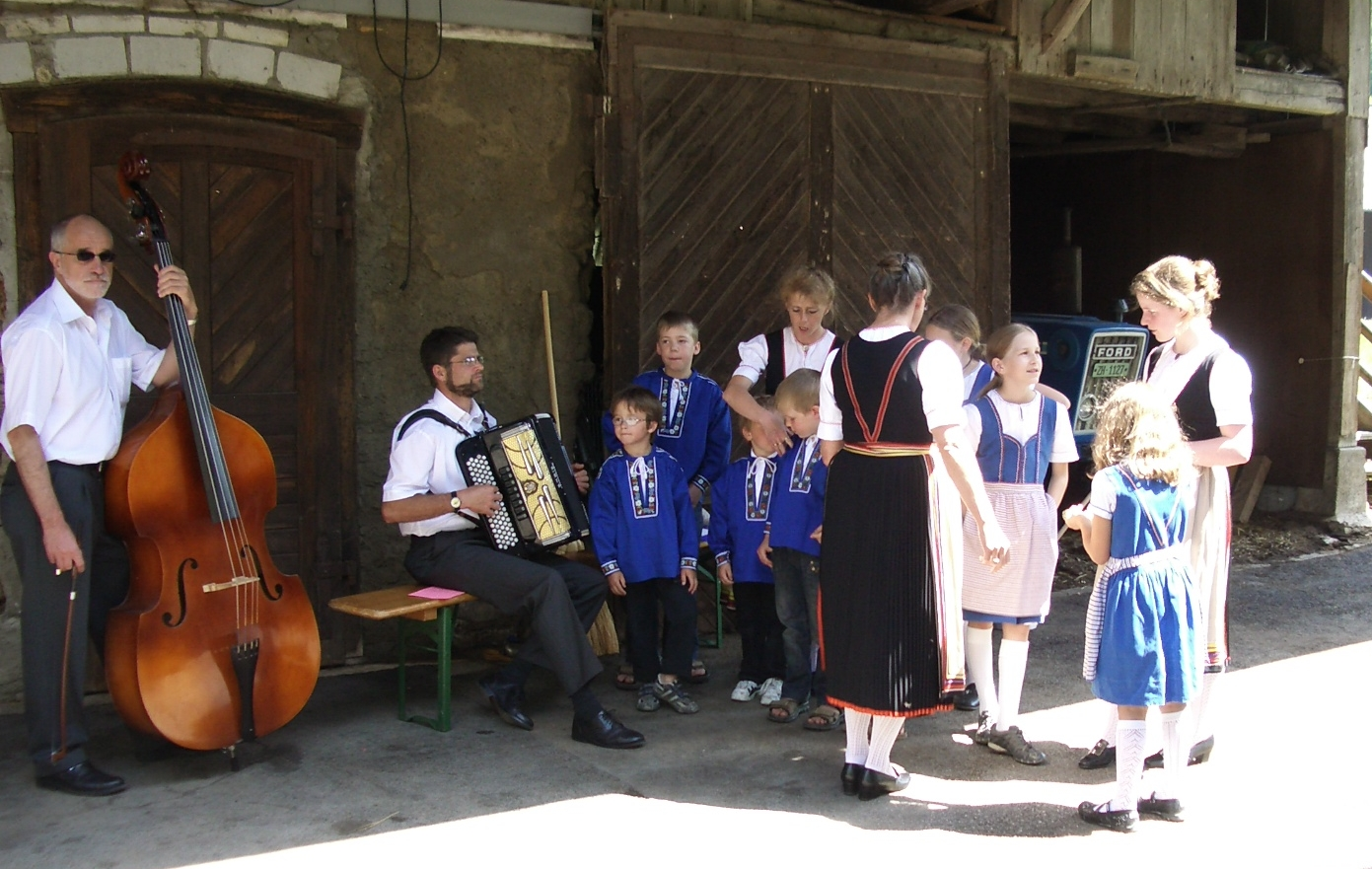
Burefeufi Sonntags- und Werktagstracht (blau)
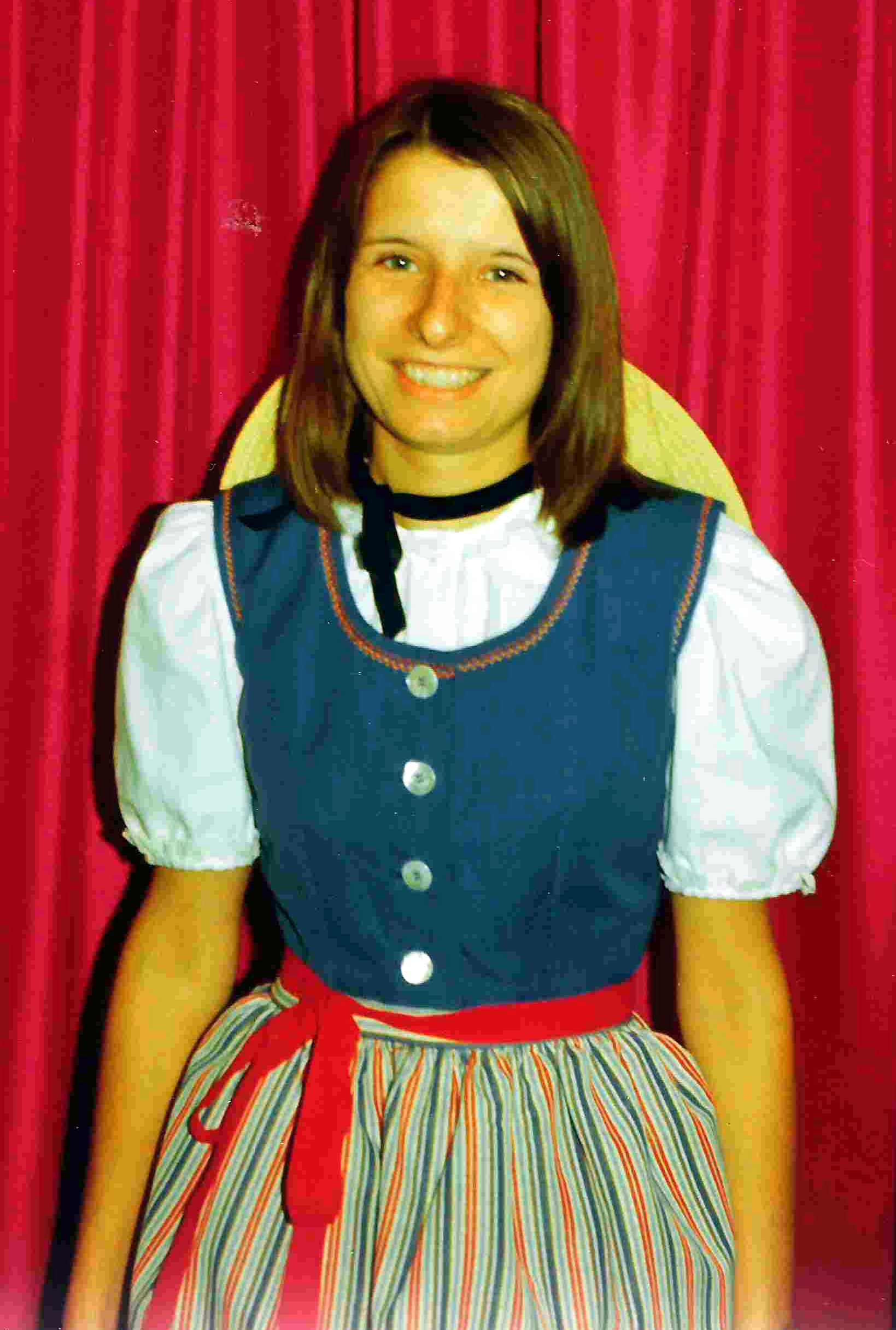
Zürcher Unterländer Tracht
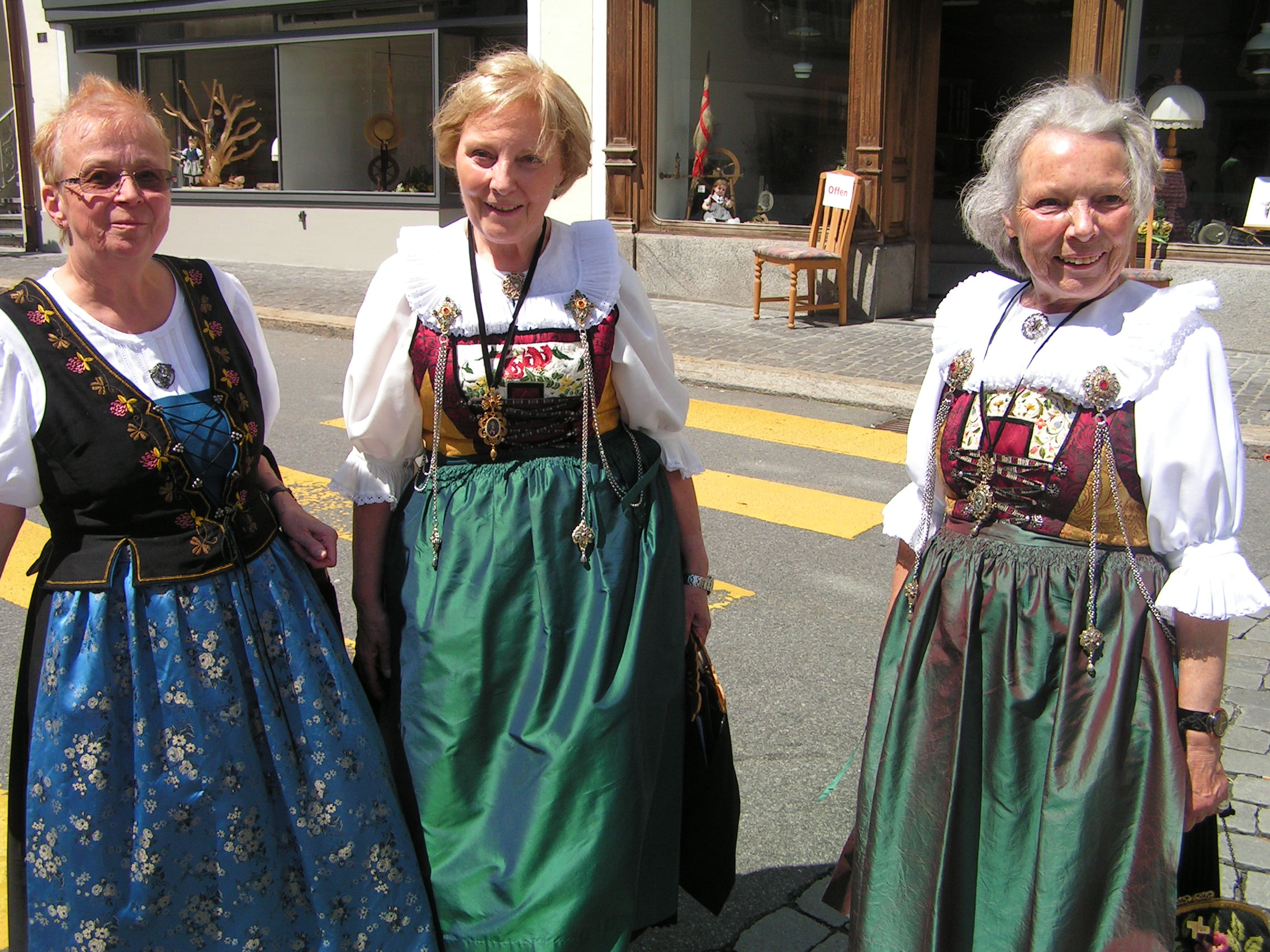
Zürcher und Luzerner Festtagstrachten
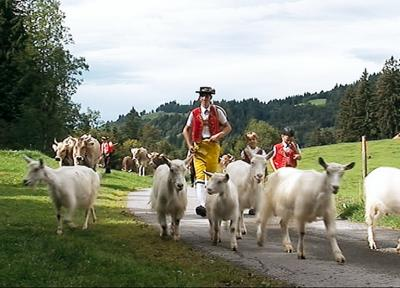
Appenzeller Tracht
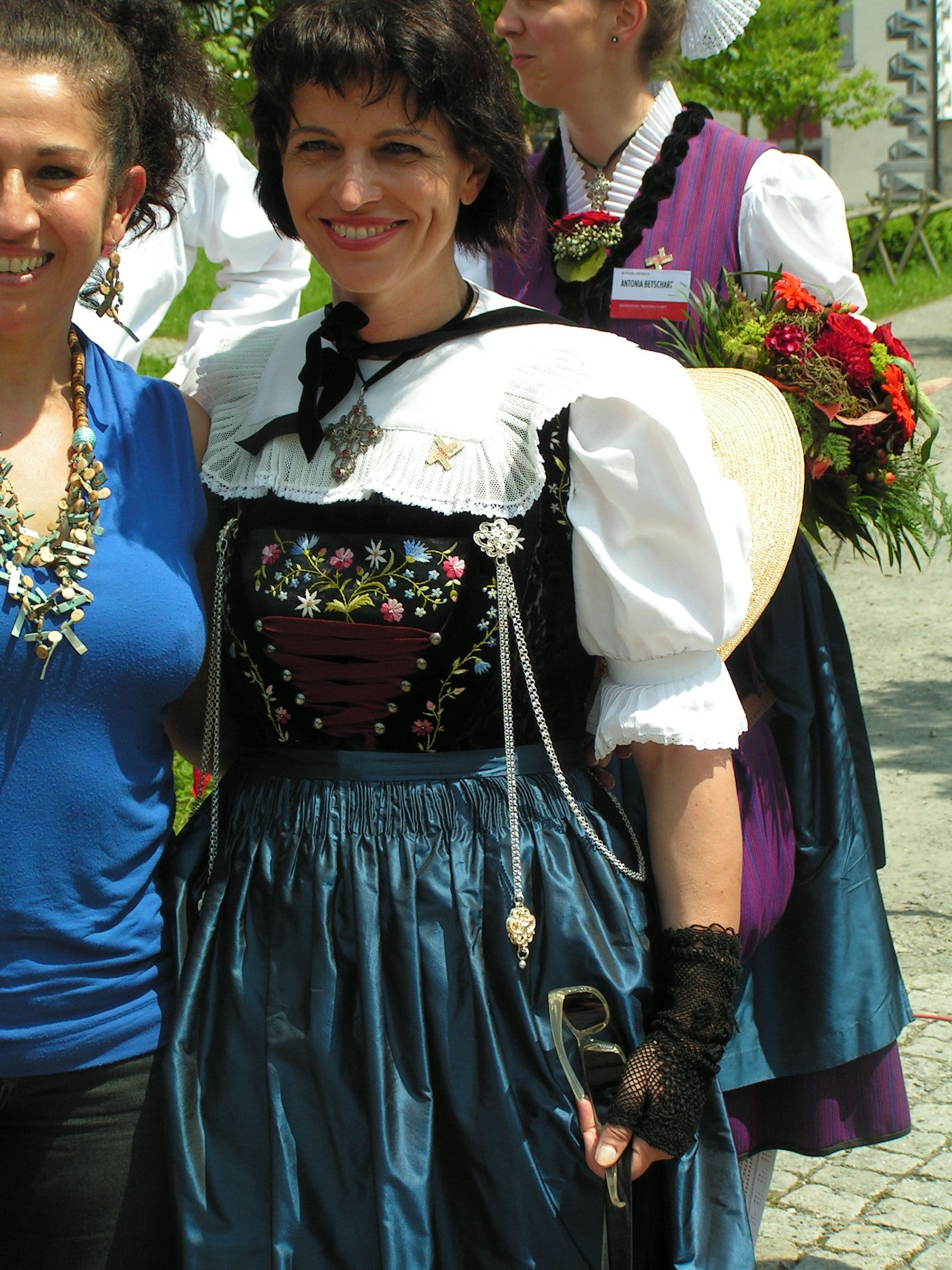
Bundesrätin Doris Leuthard in Freiämter Festtagstracht als Ehrengast am Eidgenössischen Trachtenfest 2010 in Schwyz
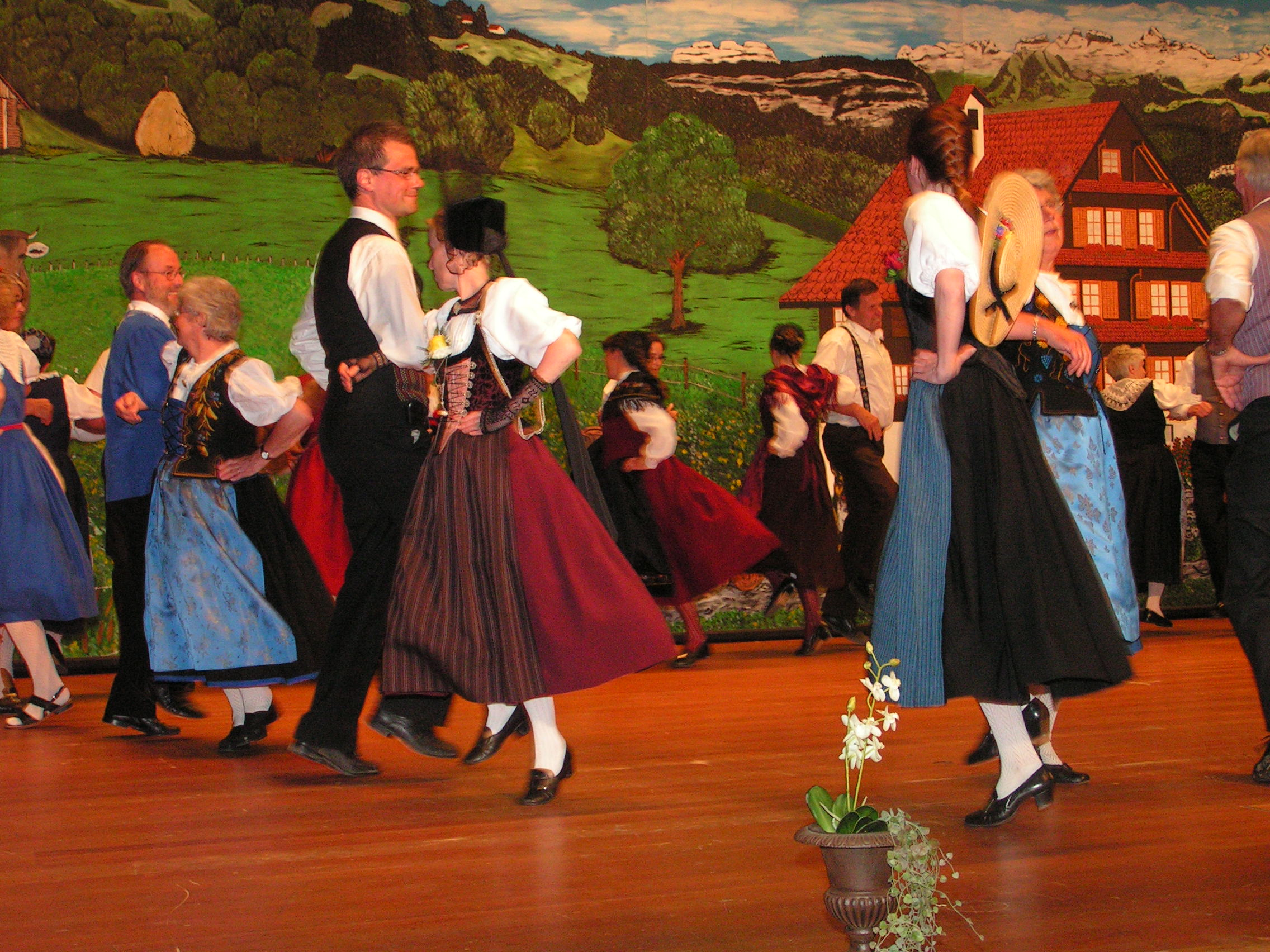
Volkstänzer in verschiedenen Trachten am Eidgenössischen Trachtenfest 2010 in Schwyz
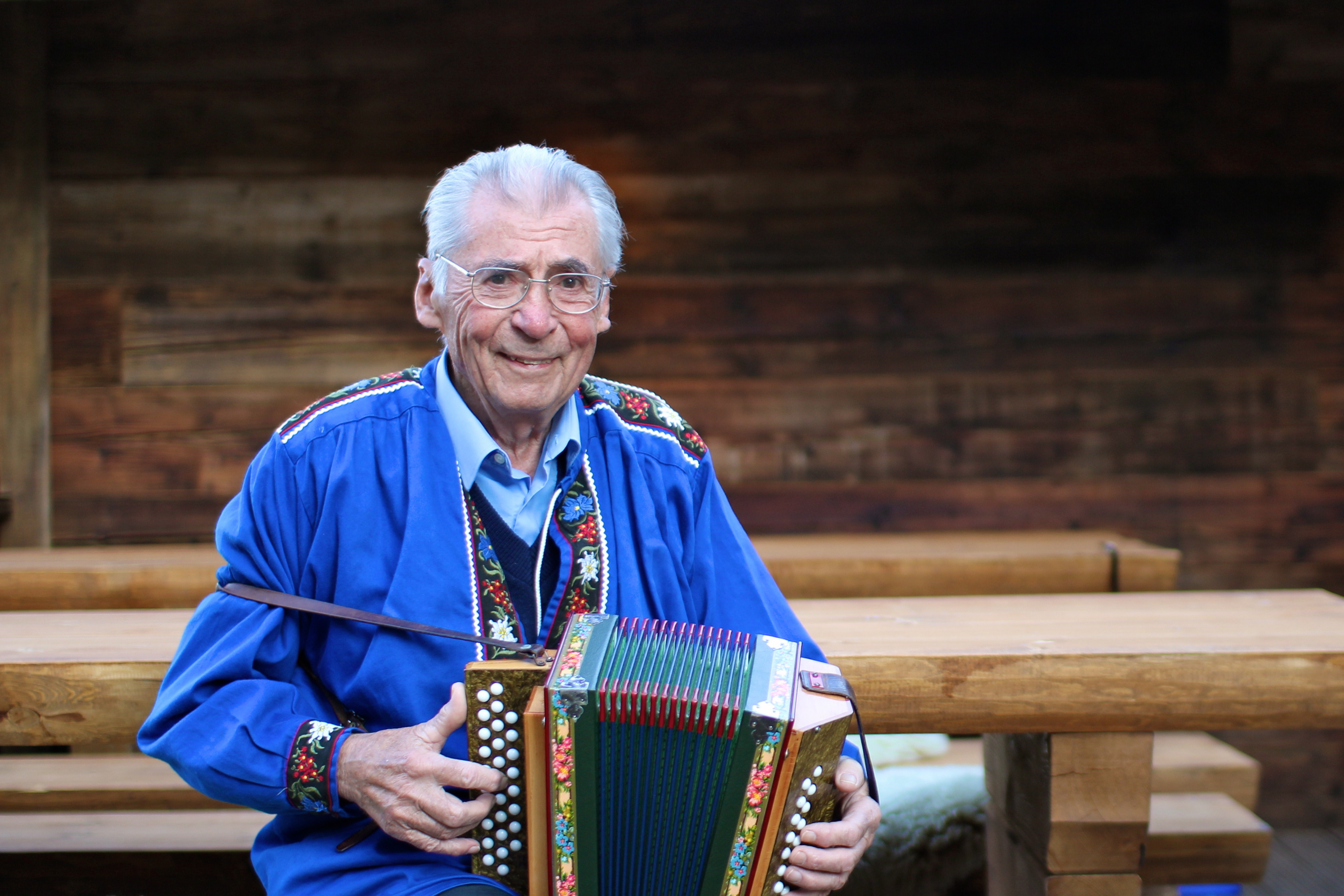
Volksmusiker Hitsch Jenny in einer Trachtenbluse (Sennechutteli)

## Historische Fotos von Schweizer Trachten nach Kantonen

### Aargau

Junge Frau am Spinnrad sitzend in Aargauer Tracht aus dem Oberaargau, Hans Brun, 1905
Ganzfigur einer Freiämtlerin in Brauttracht, 1905
Aargauer Paar in Tracht aus dem Wehntal, 1905

### Appenzell Innerrhoden

Appenzell Innerrhoden, Frau und Mann in Appenzeller Tracht, 1910
Appenzell Innerrhoden, Mann in Appenzeller Tracht, 1910
Appenzell Innerrhoden, Männer und Junge in Appenzeller Tracht, 1910
Appenzell Innerrhoden, Mann in Appenzeller Tracht, 1910
Appenzell Innerrhoden, Frau in Appenzeller Tracht, 1905
Appenzell Innerrhoden, junge Frau in Appenzeller Tracht, 1906
Halbfiguransicht einer Appenzellerin in Innerrhoder Tracht, 1912
Appenzellerin in Innerrhoder Sonntagstracht, 1907

### Basel-Landschaft

Eine ältere Frau mit Tracht aus Basel-Landschaft beim Weben, 1905
Junge Frau mit Tracht aus Basel-Landschaft steht vor einem Tisch, 1905

### Freiburg im Üechtland

Zwei Frauen mit Freiburger Tracht, 1905
Frau mit Freiburger Tracht auf einem Stuhl sitzend

### Glarus

Glarus, Frau in Glarner Tracht, Gesamtansicht, 1905
Frau mit Glarner Tracht steht unter einem blühenden Holunderbaum, 1905

### Graubünden

Calancatal, Frau in Bündner Tracht, Teilansicht, 1905
Calancatal, Frau in Bündner Tracht, 1905

### Nidwalden

Nidwalden, Frau in Nidwaldner Tracht, Teilansicht, 1905
Frontalansicht eines Nidwaldners in Tracht aus dem 18. Jahrhundert, 1905
Nidwaldnerpaar in Tracht, 1905
Rückenansicht einer Nidwaldnerin in Tracht, 1905
Nidwalden, Frau in Nidwaldner Tracht, Gesamtansicht, 1905
Nidwalden, Nidwaldner Haartracht, 1905

### Schaffhausen

Junge Schaffhauserin in Hallauer Brauttracht liest in einem Buch, 1905
Profilansicht einer jungen Frau in Schaffhauser Tracht, 1905
Hallauer Braut in Tracht, 1905

### Thurgau

Thurgau, Frau in Thurgauer Tracht, 1905
Eine Thurgauerin in Tracht sitzt an einem Tisch und liest in einem Buch, 1905

### Valais

Wallis, Frau in Walliser Tracht, 1905
Walliserin in Tracht aus dem Val d'Hérens, 1905
Profilansicht einer jungen Walliserin in Tracht aus dem Lötschental, 1905

### Zurich

Knonaueramt, Frau in Zürcher Tracht, 1905
Junge Frau in der Burefeufi-Tracht aus dem Knonaueramt, 1905
Sitzende junge Frau in der Burefeufi-Tracht aus dem Knonaueramt, 1905
Rafzerfeld, Frau in Zürcher Tracht, 1905
Rafzerfeld, Frau in Zürcher Tracht, 1905

### Genf, Neuchâtel, St. Gallen, Solothurn, Ticino, Vaud

Stehende Frau mit Genfer Tracht hält einen Korb mit Gemüse in den Händen
Neuchâtel, Frau in Neuenburger Tracht, Teilansicht, 1905
Fürstenland, Frau in St. Galler Tracht, 1905
Solothurn, Patrizierpaar in Solothurner Tracht, 1905
Junge Frau mit Tessiner Tracht aus dem Valle Verzasca, 1905
Waadtländer Weinbauern in Tracht, 1905

## Liste der Kantonalen Trachtenvereinigungen
Die Websites der kantonalen Trachtenvereinigungen geben einen ausführlichen Überblick über die verschiedenen Trachten der Schweiz.
| Kanton                 | Trachtenvereinigung                                                     | Gründungsjahr | Mitglieder | Anzahl Trachtengruppen | Website                               |
| ---------------------- | ----------------------------------------------------------------------- | ------------- | ---------- | ---------------------- | ------------------------------------- |
| Zürich                 | Zürcher Trachtenvereinigung                                             | 1928          |            |                        | www.trachten-zuerich.ch               |
| Bern                   | Bernische Trachtenvereinigung                                           | 1929          |            | 128                    | www.trachtenvereinigung-bern.ch       |
| Luzern                 | Luzerner Trachtenvereinigung                                            | 1927          | 1750       | 51                     | www.trachtenvereinigung-luzern.ch     |
| Uri                    | Trachtenvereinigung Uri                                                 | 1942          |            | 7                      | www.trachten-uri.ch                   |
| Schwyz                 | Kantonal Schwyzerische Trachtenvereinigung                              |               |            | 14                     | www.trachten-sz.ch                    |
| Obwalden               | Obwaldner Trachten- und Volkslieder-Vereinigung                         |               |            | 7                      | trachten-ow.ch                        |
| Nidwalden              | Kantonale Trachtenvereinigung Nidwalden                                 | 1940          | 227        | 4                      | www.trachtenvereinigung-nidwalden.ch  |
| Glarus                 | Trachtenvereinigung des Kantons Glarus                                  |               |            |                        |                                       |
| Zug                    | Zuger Kantonale Trachtenverband                                         | 1941          |            |                        | www.zugertrachten.ch                  |
| Freiburg               | Freiburgische Vereinigung für Tracht und Brauch                         |               |            |                        | ffcc.ch                               |
| Solothurn              | Solothurner Trachtenverband                                             |               |            | 20                     | www.so-trachtenverband.ch             |
| Basel-Stadt            | Trachtenverband des Kantons Basel-Stadt                                 | 1936          | 36         | 2                      | www.trachtenvereinigung-bs.ch         |
| Basel-Landschaft       | Trachtenvereinigung Baselland                                           | 1939          | 400        | 12                     | www.trachtenvereinigung-bl.ch         |
| Schaffhausen           | Schaffhauser Kantonale Trachtenvereinigung                              |               |            |                        | www.trachten-schaffhausen.ch          |
| Appenzell Ausserrhoden | Trachtenvereinigung Appenzell Ausserrhoden                              | 1926          |            | 6                      | www.trachtenvereinigung-ar.ch         |
| Appenzell Innerrhoden  | Trachtenvereinigung Appenzell Innerrhoden                               | 1936          | 240        | 1                      | www.trachtenverein-ai.ch/             |
| St. Gallen             | St. Gallische Trachtenvereinigung                                       | 1927          | 900        | 35                     | www.stgallischetrachtenvereinigung.ch |
| Graubünden             | Bündner Trachtenvereinigung                                             | 1933          |            | 26                     | www.buendnertracht.ch                 |
| Aargau                 | Aargauischer Trachtenverband                                            | 1927          |            | 54                     | www.trachtenverband-aargau.ch         |
| Thurgau                | Thurgauer Trachtenvereinigung                                           | 1926          |            | 18                     | www.thurgauer-trachtenvereinigung.ch  |
| Tessin                 | Federazione Cantonale del Costume Ticinese                              | 1937          |            | 17                     | www.costumiticinesi.ch                |
| Waadt                  | Association Cantonale du Costume Vaudois                                | 1916          |            | 18                     | www.costume-vaudois.ch                |
| Wallis                 | Walliser Trachtenvereinigung                                            |               |            | 41                     | www.costumes-valais.ch                |
| Neuenburg              | Société du costume neuchâtelois                                         |               |            |                        |                                       |
| Genf                   | Fédération Cantonale du Costume Genevois                                | 1930          |            | 15                     | fccge.ch                              |
| Jura                   | Association des costumes et coutumes de la République et Canton du Jura |               |            |                        |                                       |

(Quellen: Websites der kantonalen Trachtenvereinigungen, Stand September 2015)